# Ахмед, Аниса
Аниса Ахмед — мальдивская активистка за права женщин, которая также была первым спикером Народного собрания с 2004 по 2009 год.
Она училась по программе стипендий Хьюберта Хамфри в Университете штата Пенсильвания с 1985 по 1986 год. Работала заместителем министра по делам женщин на Мальдивах, где подняла ранее табуированную тему домашнего насилия. После службы в правительстве основала неправительственную организацию «Надежда для женщин» и проводила занятия о гендерном насилии с полицией, студентами и прочими категориями слушателей. Когда национальное радио Мальдивских островов начало транслировать религиоведов, которые утверждали, что калечащие операции на женских половых органах поддерживаются исламом, она попросила правительство вмешаться и публично рассказала о вреде, причиняемом этими операциями.
В 2012 году она получила Международную женскую награду за отвагу, став второй заслужившей её мальдивкой.